# 分散型ソーシャル・ネットワーク
分散型ソーシャル・ネットワーク（ぶんさんがたソーシャル・ネットワーク、英語: distributed social network）または連合型ソーシャル・ネットワーク（れんごうがたソーシャル・ネットワーク、英語: federated social network）は、異なる運営者に分権化・分散化されているソーシャル・ネットワーキング・サービスである。複数のソーシャル・ウェブサイトの連合として構成されており、各サイトのユーザーは連合内の他のサイトのユーザーと通信をすることができる。社会的観点から、公益企業であるソーシャルメディアと比較をすることができる。
分散型ソーシャル・ネットワークに参加するソーシャル・ウェブサイトは、互いに通信をすることができ、連携することができる。サイト間の通信には分散型ソーシャル・ネットワークのためのプロトコルによって行われる。分散型ソーシャル・ネットワークのためのソフトウェアは移植可能なものが一般的なので、様々なウェブサイトに簡単に採用することができる。分散型ソーシャル・ネットワークは、複数の中央集権型ソーシャル・ネットワークのアカウントやアクティビティを管理するために使用されるソーシャルメディア管理システムとは対照的である。
幾つかのソーシャル・ネットワーキング・サービスの提供者は、追加されたウィジェットやアドオンを通じて提供される、様々なウェブサイトに配布可能なプロバイダ固有のサービスを説明するためにこの用語を使用している。アドオンを通じてこの機能はユーザーのウェブサイトに実装される。

## ソフトウェアとプロトコルの比較
分散型ソーシャル・ネットワークのプロジェクトでは、一般的にソフトウェアかプロトコル或いはその両方を開発する。一般的にソフトウェアはフリーかつオープンソースであり、プロトコルはオープン標準である。
分散型ソーシャル・ネットワークを実現するための技術としては、OAuthやOpenIDなどの認証プロトコル、OStatusやActivityPubなどの分散型ソーシャル・ネットワークのためのプロトコル、XRDSファイル、Portable Contactsプロトコル、Google Wave Federation Protocol、XMPP、OpenSocial、XFNやhCardなどのマイクロフォーマット、Atomなどのオープン標準のものが利用されている。

## 歴史
電子フロンティア財団は分散型ソーシャル・ネットワークを、「インターネットユーザーの手に制御と選択を合理的に取り戻すことができる」ものであるとして支持しており、中央集権型ソーシャル・ネットワークを利用しているユーザーに対して「セキュリティと匿名性を保護するためのより良いサービスと運営者を選んでいる間は、ソーシャル・ウェブサイトで行動主義を行いなさい」と述べている。
W3Cはソーシャル・ウェブアプリケーションの相互運用性に関する標準を開発するために、2014年7月に新たな社会活動を開始した。

## 採用・運用されている主なサービス
- Bluesky
- Diaspora（英語版）
- Friendica（英語版）
- GNU social
- Pixelfed
- Misskey
- マストドン
- Movim
- Nextcloud
- PeerTube